# Illa d'Arran
|  | Aquest article tracta sobre l'illa escocesa. Vegeu-ne altres significats a «Arran (desambiguació)». |

L'illa d'Arran o Arran (en anglès: Isle of Arran o Arran, en gaèlic escocès: Eilean Arainn) és l'illa més gran de Firth of Clyde (fiord de Clyde), a Escòcia. Té una superfície de 432 km² i és la setena illa més gran d'Escòcia. Dins les subdivisions administratives escoceses pertany a North Ayrshire. En el cens de 2011 constava una població de 4.629 habitants. Malgrat que sigui culturalment i físicament similar a les Hèbrides, n'està separada per la península de Kintyre. Arran està dividida entre les terres altes i les baixes per la falla geològica anomenada Highland Boundary Fault i ha estat descrita com un paradís dels geòlegs.

## Geografia i geologia
La localitat més gran de l'illa és Brodick (que en antic nòrdic significa 'badia ampla'), amb la qual es connecten els ferris que parteixen d'Escòcia. El castell de Brodick és la seu dels ducs de Hamilton.
El cim més alt de l'illa és el Goat Fell, de 874 metres d'altitud. En geologia es poden apreciar diverses formacions de roques magmàtiques, amb sills o dics associats, o bé per roca sedimentària formada en el Precambrià i el Mesozoic. A l'interior nord domina el batolit granític.

### Municipis d'Arran
| - Blackwaterfoot - Brodick - Catacol - Cladach - Corrie - Corriecravie - Dippen - Kildonan - Kilmory - Lagg | - Lamlash - Lochranza - Machrie - Pirnmill - Sannox - Shiskine - Sliddery - Whitefarland - Whiting Bay |

### Illes que envolten Arran
Arran forma part d'un petit grup d'illes, format per Arran, Bute i Great Cumbrae, totes elles habitades; en canvi, les illes de Little Cumbrae, Inchmarnock i Burnt, no ho estan. Altres illes més petites al voltant d'Arran són: Holy Isle, Pladda i Hamilton Isle. Eilean na h-Airde Baine, al sud-oest, és un illot.

## Història
A l'illa d'Arran hi ha nombrosos cromlecs i menhirs del Neolític, entre els quals hi ha les roques de Machrie Moor o les Giant's Graves ('tombes de gegant') a la badia de Whiting. La cova St. Molio's Cave té inscripcions en sistema picte.
Arran està connectada culturalment tant amb Irlanda com amb Escòcia. Sant Columba de Iona (St. Columba) i Sant Ninian hi visqueren.

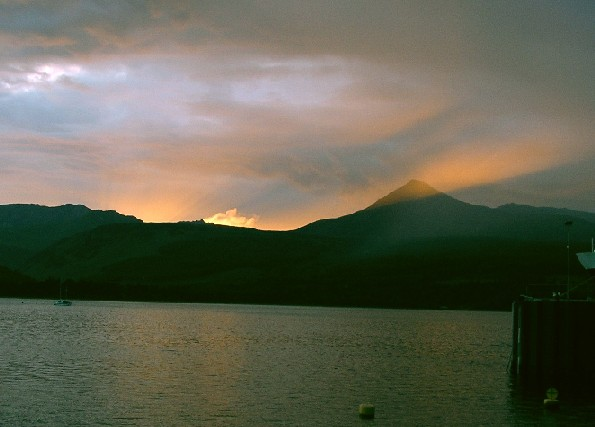
Capvespre a Goat Fell

## Economia
La principal indústria de l'illa és el turisme, atret principalment pel castell de Brodick. Altres negocis locals inclouen Arran Distillery, construïda el 1991 a Lochranza, o Arran Aromatics, que comercialitza productes de cosmètica. El 2000 es va fundar la fàbrica de cervesa Arran Brewery, situada a Cladach, prop de Brodick.

## Residents notables
- Daniel Macmillan, cofundador de Macmillan Publishers i avi del primer ministre Harold Macmillan
- Jack McConnell, ex-primer ministre d'Escòcia.
- Robert McLellan, dramaturg i poeta escocès.